# سیارک ۱۱۷۰۴
سیارک ۱۱۷۰۴ (به انگلیسی: 11704 Gorin، نامگذاری:1998FZ130) یازده هزار و هفتصد و چهارمین سیارک کشف شده‌است که در ۲۲ مارس ۱۹۹۸ کشف شد.
قدر مطلق سیارک برابر ۱۳٫۵ است.